# ایوار بروگر
ایوار بروگر (به انگلیسی: Ivar Brogger) (زاده ۱۰ ژانویهٔ ۱۹۴۷) بازیگر آمریکایی است.
از فیلم‌های معروف او می‌توان به بازی در فیلم چاقوی ضامن دار اشاره کرد.